# Jacamar de barbeta blanca
El jacamar de barbeta blanca (Galbula tombacea) és una espècie d'ocell de la família dels galbúlids (Galbulidae) que habita els boscos de ribera del sud-est de Colòmbia, est de l'Equador i del Perú i oest de Brasil.